# Cervantes (Södra Ilocos)
Cervantes (Bayan ng Cervantes) är en kommun i Filippinerna. Kommunen ligger på ön Luzon, och tillhör provinsen Södra Ilocos. Folkmängden uppgår till 14 195 invånare.
Cervantes är indelat i 13 barangayer.